# Darro (rivier)
De Darro is een rivier in de Andalusische provincie Granada, Spanje. De rivier stroomt door de stad Granada, waar zij uitmondt in de Genil. Oorspronkelijk heette de rivier "Aurus" (Goud), later is de naam door de Arabieren veranderd in "Hadarro".

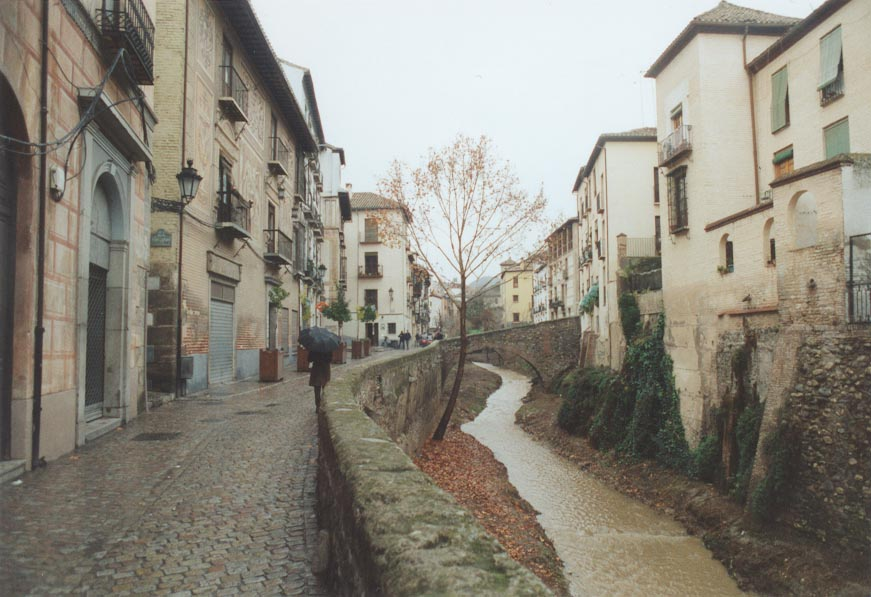
De Río Darro in Granada
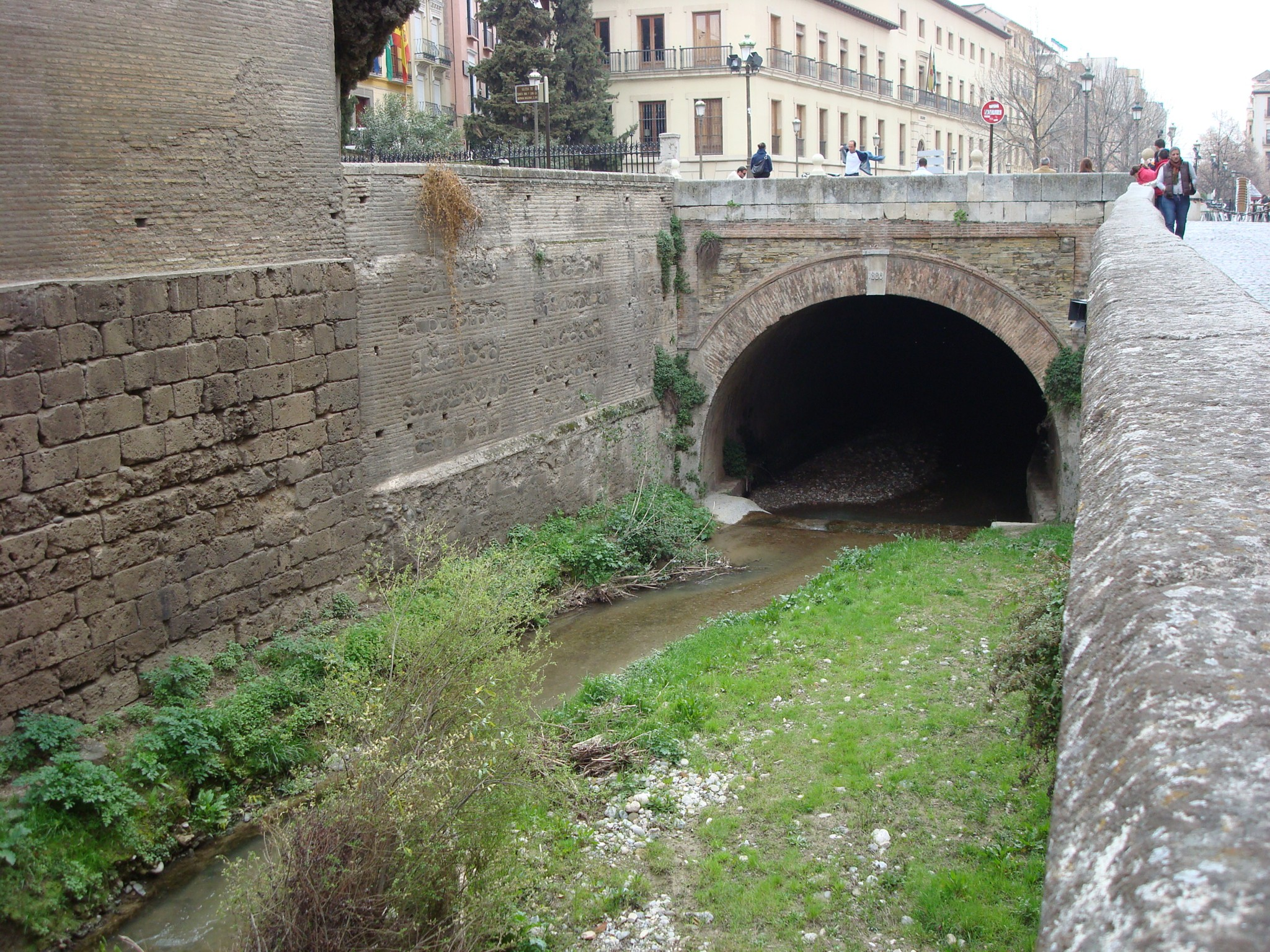
Bij de kerk Santa Ana y San Gil verdwijnt de rivier onder de grond.

- Biblioteca Nacional de España: XX460420
- Library of Congress Control Number: sh95008956
- Nationale Bibliotheek van Israël: 987007563507405171
- Virtual International Authority File: 315528006